# بوروونا
بوروونا (به چکی: Borovná) یک منطقهٔ مسکونی در جمهوری چک است که در ناحیه ییهلاوا واقع شده‌است. بوروونا ۵٫۱۹ کیلومتر مربع مساحت و ۸۷ نفر جمعیت دارد و ۵۵۲ متر بالاتر از سطح دریا واقع شده‌است.